# Райгандж
Райгандж (англ. Raiganj) — город в индийском штате Западная Бенгалия. Административный центр округа Северный Динаджпур. Средняя высота над уровнем моря — 39 метров. По данным всеиндийской переписи 2011 года, в городе проживало 199 758 человек, из которых мужчины составляли 52,55 %, женщины — соответственно 47,45 %. Уровень грамотности взрослого населения составлял 81,71 %. Уровень грамотности среди мужчин составлял 84,45 %, среди женщин — 78,66 %. 11,03 % населения было моложе 6 лет.